# Marta Colvin
Pour les articles homonymes, voir Colvin.
Marta Colvin, née le 22 juillet 1907 et morte le 27 octobre 1995, est une sculptrice non figurative chilienne qui a développé une large part de son œuvre en France aux côtés des artistes de la nouvelle École de Paris.

## Biographie
Marta Colvin (Andrade) est née à Chillán le 22 juin 1907, de James Colvin Hurst, d'ascendance irlandaise et d'Elcira Andrade Rojel, d'origine portugaise. Attirée très jeune par la sculpture et le dessin, encouragée par son professeur au lycée de Chillán, après s'être mariée à seize ans et avoir fondé une famille, elle y forme avec d'autres jeunes femmes le groupe “Tanagra” pour travailler la sculpture en autodidactes. Un tremblement de terre ayant en 1939 détruit la ville, elle s'installe à Santiago et entre à l'École des Beaux-Arts. Elle y suit les cours de Lorenzo Domínguez et Julio Antonio Vásquez. Plusieurs prix lui sont rapidement décernés. Elle est nommée en 1943 professeur auxiliaire du professeur Vásquez et reçoit au Salon de Santiago, en 1944 puis en 1948, le Premier Prix de sculpture.
Obtenant à la suite d'un concours l'une des premières bourses d'études du gouvernement français pour l'Amérique latine, Marta Colvin fait en 1949 un premier séjour à Paris où elle poursuit sa formation à l'Académie de la Grande Chaumière et travaille sous la direction d'Ossip Zadkine. Elle y découvre également les œuvres novatrices de Constantin Brancusi, Henri Laurens et de Hans Arp, suit les cours de Jean Cassou au Louvre, d'Étienne Souriau à la Sorbonne. Elle voyage en France, où la Bretagne l'attire particulièrement par ses traditions celtiques, et à travers l'Europe. Elle s'initie en 1949 au travail sur bois dans l'atelier d'Étienne Martin, rencontre Jean Le Moal dont la femme Juana Muller, également sculptrice, est d'origine chilienne, le peintre Eudaldo lui aussi son compatriote, leur ami Manessier, puis regagne en 1950 le Chili, où elle est nommée professeur titulaire à l'École des Beaux-Arts de Santiago, se détache du réalisme académique de ses débuts, et réalise en 1951 le premier monument non figuratif du Chili.

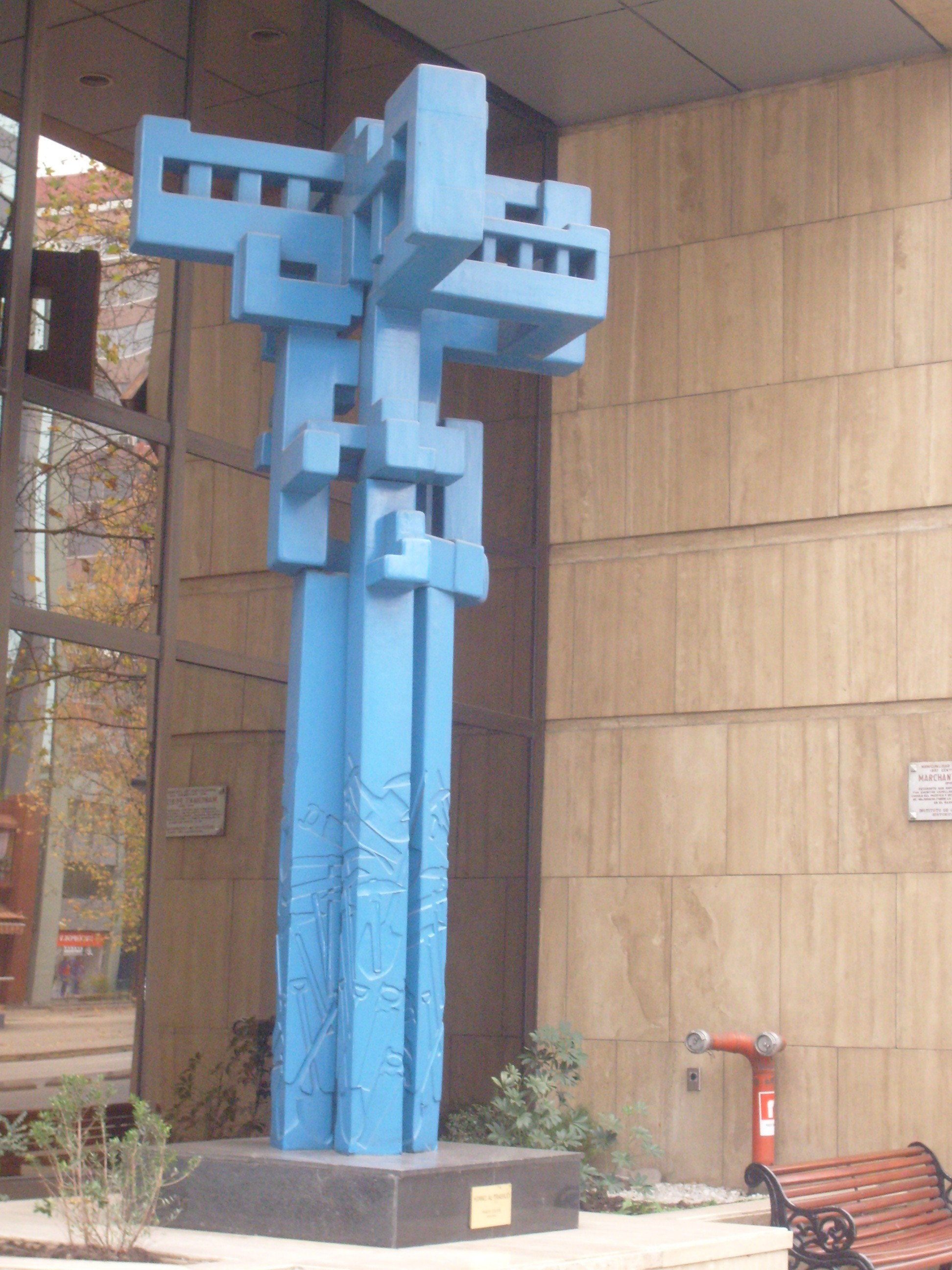
Himno al Trabajo, 1989, Cámara Chilena de la Construcción, Providencia, Santiago du Chili.

Invitée par le British Council, elle reprend le chemin de l'Europe, se lie à Londres avec Henry Moore, qui l'incite à valoriser les traditions culturelles préhispaniques, et le critique Herbert Read. Lauréate en 1952 du Concours pour le Monument du Prisonnier Politique Inconnu elle fait en Irlande un voyage sur les pas de ses ancêtres paternels en 1953, puis présente en 1954 à Paris sa première exposition personnelle, préfacée par Henri-Pierre Roché. De retour au Chili en 1955 elle réalise en 1955 et 1956 plusieurs monuments commémoratifs à Santiago.
Après avoir participé à une mission de l'Université du Chili à l'île de Pâques, Marta Colvin s'établit en 1958 en France pour plus de trente ans, où elle expose avec les peintres et sculpteurs de la nouvelle École de Paris. En 1962, elle participe à l'exposition Art latino-américain à Paris au Musée d'art moderne de la ville de Paris, aux côtés entre autres de Jorge Camacho, Simona Ertan, Joaquin Ferrer, Wifredo Lam, Roberto Matta, Jesús-Rafael Soto et Hervé Télémaque. En un épanouissement de son art, ses œuvres aux volumes jusque-là épurés s'ancrent décisivement à cette époque sur les formes et les symboliques précolombiennes. « Tout ce que je fais est marqué de l'esprit sud-américain », dit-elle. Marta Colvin apprécie particulièrement le bois, qu'elle grave de multiples entailles et patine souvent en bleu, mais pour ses sculptures monumentales travaille la pierre rouge des Andes ou le marbre en taille directe. Plusieurs de ses œuvres sont fondues en bronze.
Marta Colvin obtient la consécration internationale avec le Grand Prix de Sculpture à la Biennale de São Paulo en 1965 et expose en 1967 à la Galerie de France qui présente régulièrement les œuvres des peintres non-figuratifs et gestuels, tels Le Moal, Manessier et Singier, Hartung, Soulages, Prassinos et Zao Wou-Ki. Elle commence à réaliser en France de nombreux monuments ou sculptures en plein air, recevant dans les années 1970 des commandes pour des établissements publics (Villepinte, Saint-Nazaire, Nantes, Lens, Lycée Professeur Clerc d'Outreau, Boulogne-sur-Mer, Niort, Bordeaux, Paris, Marly-le-Roi, Saint-Quentin-en-Yvelines). Elle participe simultanément en France, en Europe et en Amérique du Sud a plus d'une centaine d'expositions collectives.

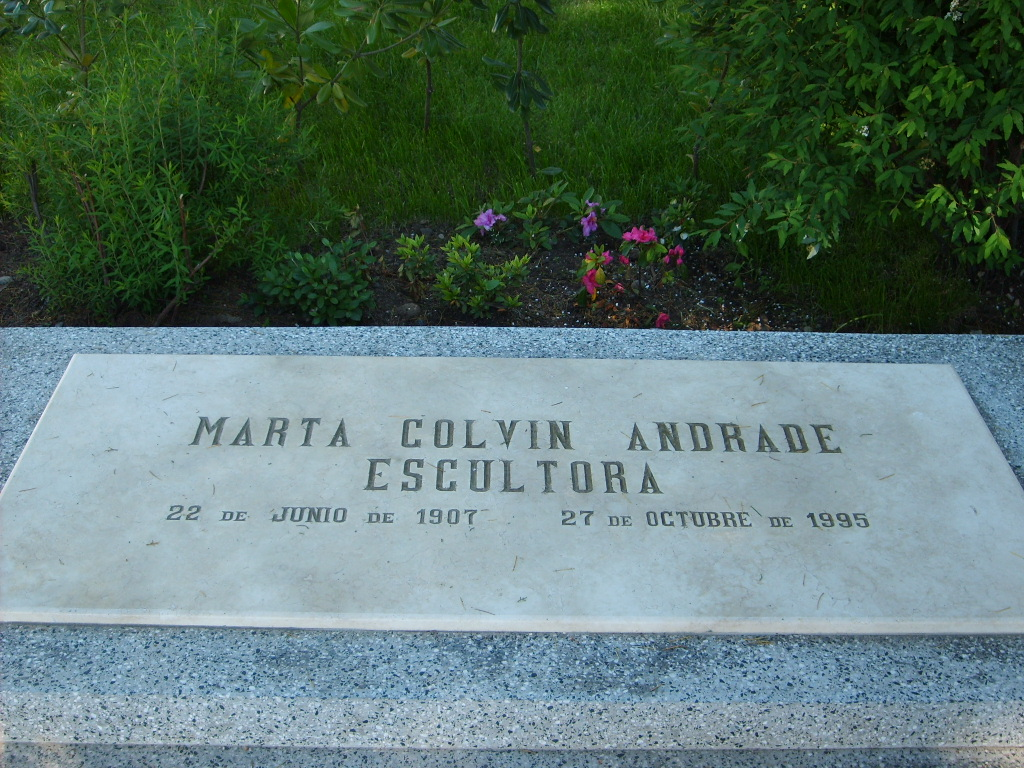
Tombe de Marta Colvin à Chillán.

Le prix national d'Art du Chili est décerné en 1970 à Marta Colvin « pour le caractère américaniste de son art », avant d'être nommée en 1986 membre de l'Académie chilienne des Beaux-Arts.
De retour au Chili en 1990 après la disparition en 1987 de son second mari, le critique d'art Pierre Volboudt, elle meurt à Santiago le 27 octobre 1995. Pour le centenaire de sa naissance, ses restes sont transférés le 29 juillet 2007 du cimetière général de Santiago à celui de Chillán, sa ville natale et quatre timbres sont émis par les postes chiliennes.

## Œuvres dans les musées et espaces publics
Les œuvres de Marta Colvin sont présentes dans les Musées chiliens et français, ainsi qu'au Brésil, au Venezuela au Mexique, au Royaume-Uni, en Italie, au Japon et en Corée du Sud, dont voici une liste non exhaustive par ordre chronologique :
- Silvia, 1946, bronze, 80 x 43 x 50 cm, Museo de Arte Contemporáneo de Santiago
- Danza para tu sombra, 1952, granit, 3,5 x 3 x 2,8 m, tombe de la danseus Isabel Glatzel, Cimetiere général de Santiago
- Buste de Benjamín Vicuña Mackenna, 1952, Square de l'Amérique-Latine, Paris
- Homenaje a la Neurocirugía, 1953, bronze, 3 m de hauteur, Instituto de Neurocirugía, Santiago
- Eslabón, 1956, bois de sycomore, 64 cm de hauteur, Museo Nacional de Bellas Artes, Santiago
- Quinchamalí, 1956, bois, 1,27 x 0,55 x 0,5 m; Parque de las Esculturas Marta Colvin de Chillán
- Manutara, 1957, bronze, 1,6 m, Battersea Park, Londres
- Terra Mater, 1957, bois, 2 m; Pinacoteca de la Universidad de Concepción
- Andes, 1959, bronze, 0,50 m, Palais du Quirinal, Rome
- Yo sostengo tu cruz, 1960, bois, 2,3 m; Monasterio Benedictino de la Santísima Trinidad de Las Condes, Santiago
- Signo solar / Grand Signe, 1963, pierre des Andes, 2,4 x 2 x 2,2 m, Musée de la sculpture en plein air, Paris
- Monumento a Laurita Lagos, 1964, pierre de Chillán, 3 m, Cimetière de Chillán
- Las torres del silencio, 1960-1963, pierre, 3,5 x 1,25 x 0,5 m, Musée de sculpture en plein air de Middelheim
- Vigías, 1968, bois patiné, 2 m de hauteur; Museo Nacional de Bellas Artes, Santiago
- Le Grand Signe, 1970, bronze, 2,4 x 2 x 2,2 m, Musée de la sculpture en plein air, Paris
- Mural de Osaka, 1970, pierre et cuivre, Musée d'Osaka

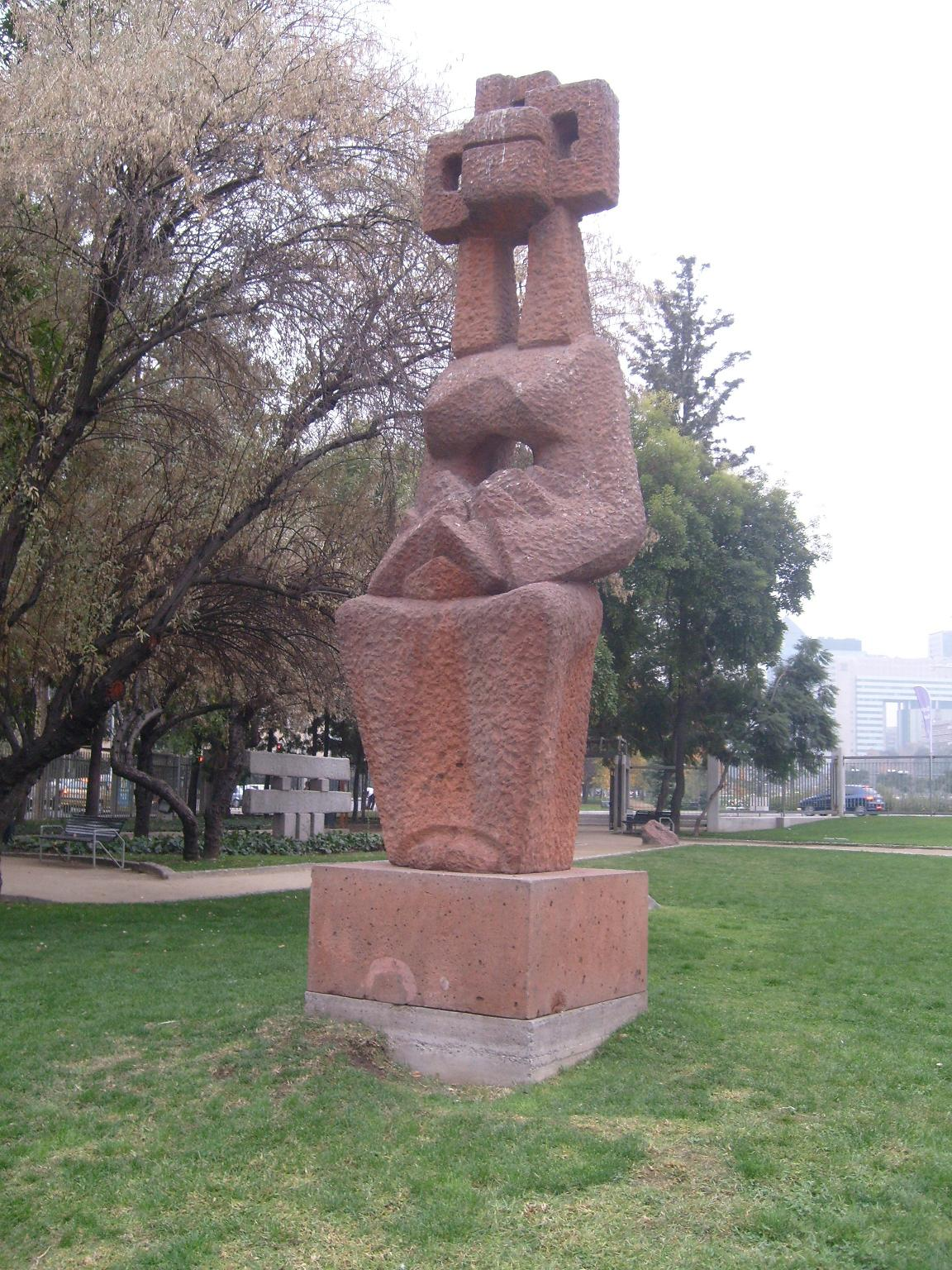
Pachamama, 1986, Parc de sculptures, Providencia Ave., Santiago du Chili.

- Puerta del Sol, 1970, pierre rouge des Andes, Musée de Pontoise
- Señal del bosque / Signal en forêt, 1971, bois, 4,5 x 4 x 2 m, Forêt de Sénart
- El árbol de la vida, 1971, pierre, Centro Cultural Gabriela Mistral, Santiago
- Carrefour de l'esprit, 1972, bois, 4,5 x 4 x 2 m, Collège de Villepinte
- Caleuche (Nef), 1975, pierre des Andes, 3.5 x 2 x 2 m, port de Saint-Nazaire
- Victoire, 1978, pierre, 4 x 3 x 2 m, Régiment Bouliac, Bordeaux
- Léviathan, 1977, bois, 4.5 x 3 x 3 m, Lycée Professionnel "Professeur Clerc" à Outreau (Pas-de-Calais)
- Mélusine, 1978, pierre, 2,5 m, Collège de la Crèche, Niort
- Rosa de los vientos, 1979, pierre, 3,60 x 3 x 3 m, Faculté d'Ontologie de l'Université de Paris
- Homenaje a los templarios, 1981, pierre, 4 x 3,5 x 3 m, Ville Nouvelle de Saint-Quentin-en-Yvelines
- Espíritu del agua, 1982, bronze, 3 x 2 x 1,5 m, Plaza del General de Gaulle, Marly-le-Roi
- Vigía del mar, 1983, granit, 6,5 x 3 x 2 m, Fort Crozon, Brest
- Horizonte andino, 1986, pierre, 0,21 x 0,46 x 0,16 m, Museo de Artes Visuales, Santiago
- Madre Tierra / Pachamama, 1986, pierre rouge des Andes, 4.18 x 1.26 x 1.04 m, Museo Parque de las Esculturas de Santiago
- Himno al trabajo, 1989, bois polychrome, Cámara Chilena de la Construcción, Santiago
- Señal de oriente y occidente / Signal, 1991, bois polychrome, 3.5 m, Parc de sculptures de Séoul
- Alas al viento, pierre, 12 dm de hauteur, Parque de las Esculturas, Universidad de Talca
- Monumento a Sucre, Plaza Sucre, Ñuñoa, Santiago

## Réception
« Marta Colvin est un grand constructeur, pleine de souffle, et, même dans ses œuvres de petites dimensions, elle, que les grandes pierres n'effraient pas, garde une imagination épique. Elle bâtit, dans un mouvement ascendant, de grands axes qui s'articulent en étoiles, proues conquérantes de l'espace environnant. Ou bien elle édifie son propre toit, ses portes du soleil aux mesures de l'homme. »

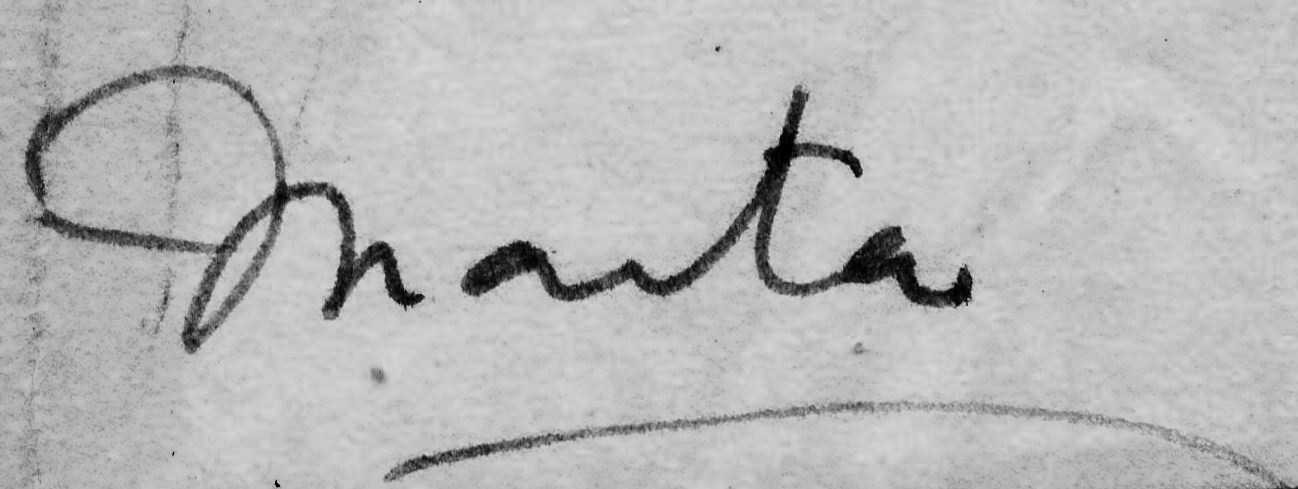
Signature de Marta Colin

Jacques Lassaigne, Marta Colvin, Paris, Galerie de France, 1967
« C'est au contact de la Cordillère des Andes, dans une sorte de retour aux sources, que Marta Colvin a trouvé l'impulsion fondamentale de son œuvre, dans laquelle les volumes clos ou percés de tranchantes embrasures, les plans net et imbriqués en systèmes de rigueurs sont animés par l'intensité de poussées intérieures. Les sculptures de Marta Colvin ont une volonté de puissance, une présence dans son temps qui forment sa propre identité artistique."
Ionel Jianou, Marta Colvin, in Ionel Jianou, Gérard Xuriguera et Aube Lardera, La sculpture moderne en France, Paris, Arted, 1982